# Rare Bear

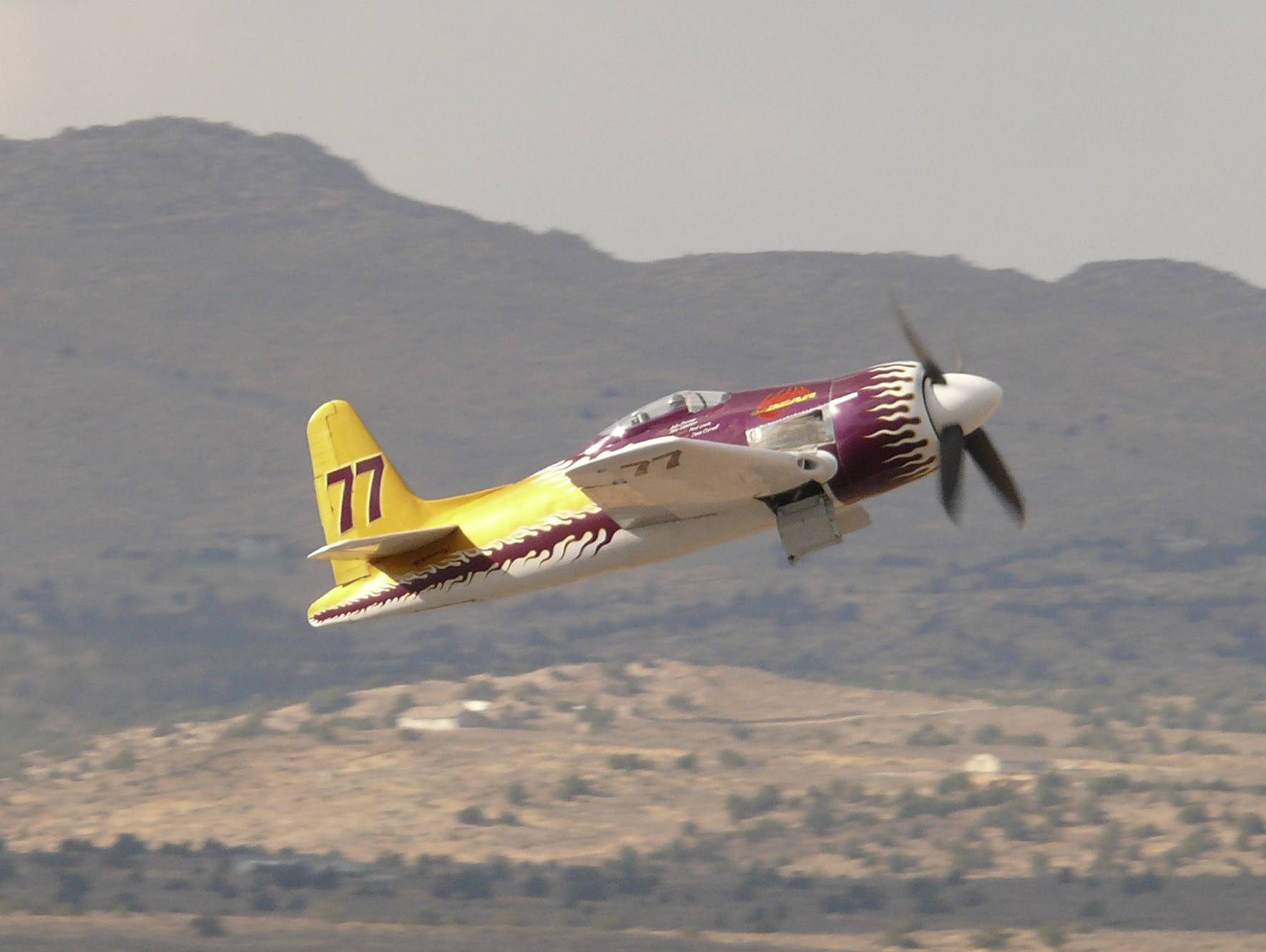
Rare Bear le 15 septembre 2007

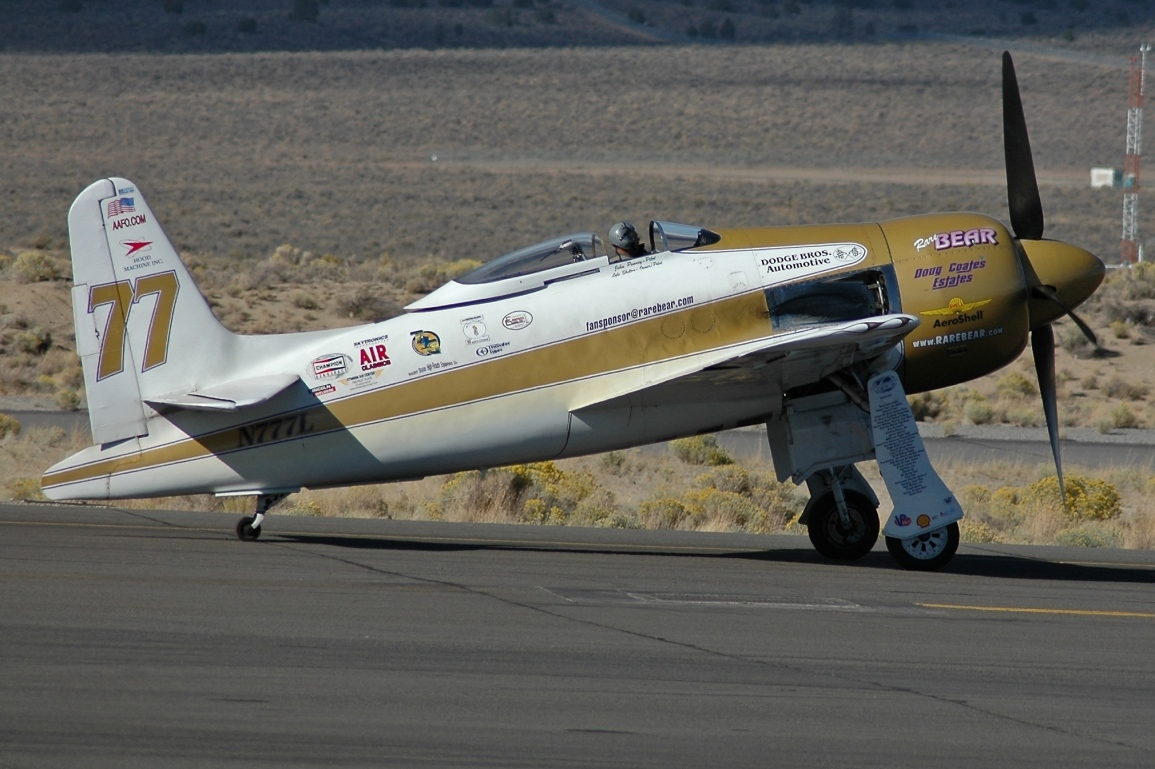
L'avion de course à records Rare Bear

Rare Bear est un Grumman F8F Bearcat largement modifié qui a dominé les Reno Air Races pendant des décennies. L'une des principales modifications apportées est l'installation d'un puissant moteur Wright R-3350 (provenant d'un Douglas Skyraider) à la place du Pratt & Whitney R-2800 d'origine.
Rare Bear est le détenteur de nombreux records pour un avion à moteur à piston, incluant le record du monde de vitesse sur 3 km (850,26 km/h en 1989) et le record de vitesse ascensionnelle (3 000 mètres en 91,9 secondes en 1972),,.
Le propriétaire original du Rare Bear était Lyle Shelton, mais en 2006, l'avion et son équipe furent vendus à Rod Lewis. Ses récentes victoires furent l'obtention de la médaille d'or pour l'unlimited gold race des Reno Air Races en 2004, 2005 et 2007. Le pilote pour ces trois compétitions était John Penney. En 2006, le Rare Bear fut piloté par Ron Buccarelli.

## Liens
- The Rare Bear official web site